# Saab 90 Scandia
O Saab 90 Scandia foi um avião civil de passageiros, fabricado pela Svenska Aeroplan Aktiebolaget, em Linköping, Suécia.
Em 1944, como foi se tornando claro que a Segunda Guerra Mundial em breve estaria no fim, a SAAB percebeu que a empresa teve que diversificar de esforços puramente militares se fosse para sobreviver. Por isso, o conselho decidiu colocar em ação um plano para a fabricação de um bimotor pequeno, de médio alcance e econômico, como um sucessor para o Douglas DC-3.
O design do Scandia era bastante semelhante ao DC-3. A única diferença visível distinta era que o 90 tinha trem de pouso em triciclo, enquanto o DC-3 tinha uma roda de cauda. O 90 tinha de competir com os diversos excedentes DC-3s disponíveis no mercado, ao mesmo tempo, dificultando suas vendas.

## Desenvolvimento
O desenvolvimento foi iniciado em fevereiro de 1944. O peso de decolagem foi especificado em cerca de 11,600 kg, com um alcance de cerca de 1.000 km.
O primeiro protótipo do Scandia voou pela primeira vez em novembro de 1946. Ele foi capaz de transportar 24 ou 32 passageiros, com capacidade de baixa velocidade. Ele tinha um trem de pouso no nariz totalmente retrátil, e era para ser equipado com os motores Pratt & Whitney R-2000.

## Histórico operacional
A AB Aerotransport, uma companhia aérea antecessora da Scandinavian Airlines, encomendou 11 aeronaves. O certificado operacional da aeronave foi emitido em junho de 1950. As entregas começaram em outubro 1950, mas, após testes, o motor Pratt & Whitney R-2000 foi substituído pelo Pratt & Whitney R-2180-E Twin Wasp E.
Duas companhias aéreas brasileiras, a VASP e a Aerovias Brasil também adquiriram um total de seis aeronaves. O protótipo da aeronave foi posteriormente convertido em um avião executivo de luxo privado para o brasileiro Olavo Fontoura.
A Força Aérea da Suécia colocou uma pesada e insistente pressão sobre a Saab, para o desenvolvimento e a construção do caça Saab 29, o que significava o fim da produção do Scandia na Suécia, com a produção residual a ser realizado pela Fokker, na Holanda. Ao todo, apenas 18 exemplos foram fabricados. Toda a frota SAS acabou sendo comprada pela VASP, em 1957.
Uma versão maior, com uma cabine pressurizada, chamado 90B foi planejado, mas nunca foi produzido.

## Aposentadoria
O último voo do Scandia foi em 22 de julho de 1969. O único sobrevivente é o Scandia de número de construção 16, ex VASP PP-SQR, que é preservado na condição de deterioração, no Museu do automóvel, em Bebedouro, São Paulo.

## Especificações

### Características gerais
- Tripulação: 4
- Capacidade: 24/32
- Comprimento: 21.30 m (69ft) em 10½
- Envergadura: 28.00 m (91ft em 10½)
- Altura: 7.40 m (24ft) em 3½
- Área de asa: 85.70 m² (922.5 pés quadrados)
- Peso vazio: 9.960 kg (£ 21.958)
- Max. peso de decolagem: 15.900 kg (£ 35.053)
- Motorização: 2 × Pratt & Whitney R-2180-E Twin Wasp E, motor de 14 cilindros radial, 1.825 hp (1,36 kW) cada

### Atuação
- Velocidade máxima: 450 kmh (243 nós, 280 mph) em 2.600m (8.530 pés)
- A velocidade de cruzeiro: 340 kmh (183 nós, 211 mp/h) (cruzeiro normal)
- Alcance operacional: 2.650km (1.432 milhas náuticas, 1.647 milhas)
- Teto de serviço: 7.500m (24,605 pés)
- Taxa de subida: 7,5 m/s (1.475 ft/min)

## Galeria

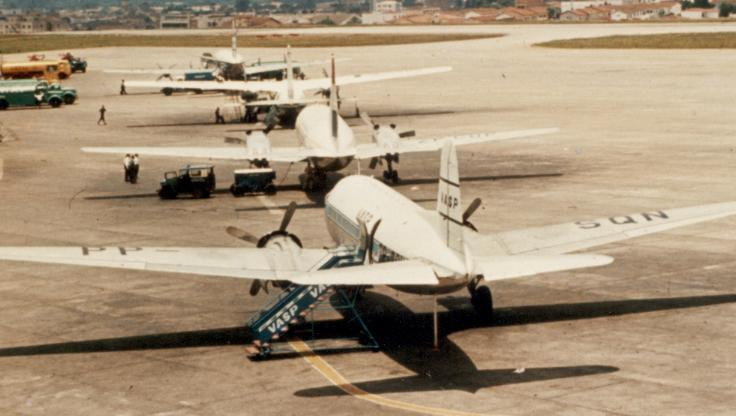
Um Scandia da VASP em Congonhas, 1965.
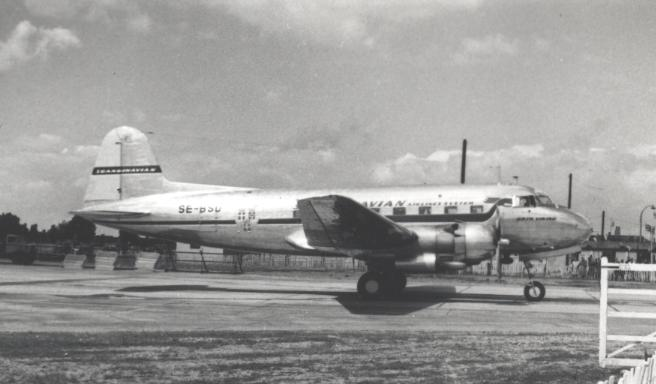
Scandia da SAS no Aeroporto de Londres Heathrow, 1953.